# Geothlypis speciosa
Geothlypis speciosa е вид птица от семейство Parulidae. Видът е застрашен от изчезване.

## Разпространение
Видът е разпространен в Мексико.